# Annie Edelfelt
Alexandra Elisabet Adelaide (Annie) Edelfelt, född 25 maj 1866 i Helsingfors, död 10 september 1934 i Helsingfors, var en finlandssvensk lärarinna och illustratör samt syster till konstnären Albert Edelfelt.
Hon växte upp i Helsingfors tillsammans med sin mor Alexandra Edelfelt och syskonen Albert (1854–1905), Ellen (1859–1876) och Berta (1869–1934); fadern länsarkitekten Carl Albert Edelfelt avled 1869.
Annie Edelfelt utbildade sig till lärarinna vid Fruntimmersskolan i Helsingfors. 1887 grundade hon tillsammans med systern Berta en småbarnsskola som de drev i familjens våning på Alexandersgatan 26. Från 1888 arbetade Annie Edelfelt även som historielärare vid det nygrundade Läroverket för gossar och flickor.
Annie Edelfelt designade också Marthaförbundets första i bruk varande emblem, ett medlemsmärke att fästa på bröstfickan.
Familjen Edelfelt hade en nära relation. Hon bodde hela sitt liv tillsammans med modern och systern Berta. Sommartid vistades de på Villa Edelfelt nära Haiko gård. Annie Edelfelt var en del av den bildade societeten i Helsingfors kring sekelskiftet 1900. Hennes liv präglades av den ökande jämställdheten och de nya yrkesmöjligheterna för kvinnor under denna tid.
Systrarna Annie och Berta Edelfelts testamentdonation från år 1934 utgör stommen i Albert Edelfelt-samlingen vid Borgå museum.

## Galleri

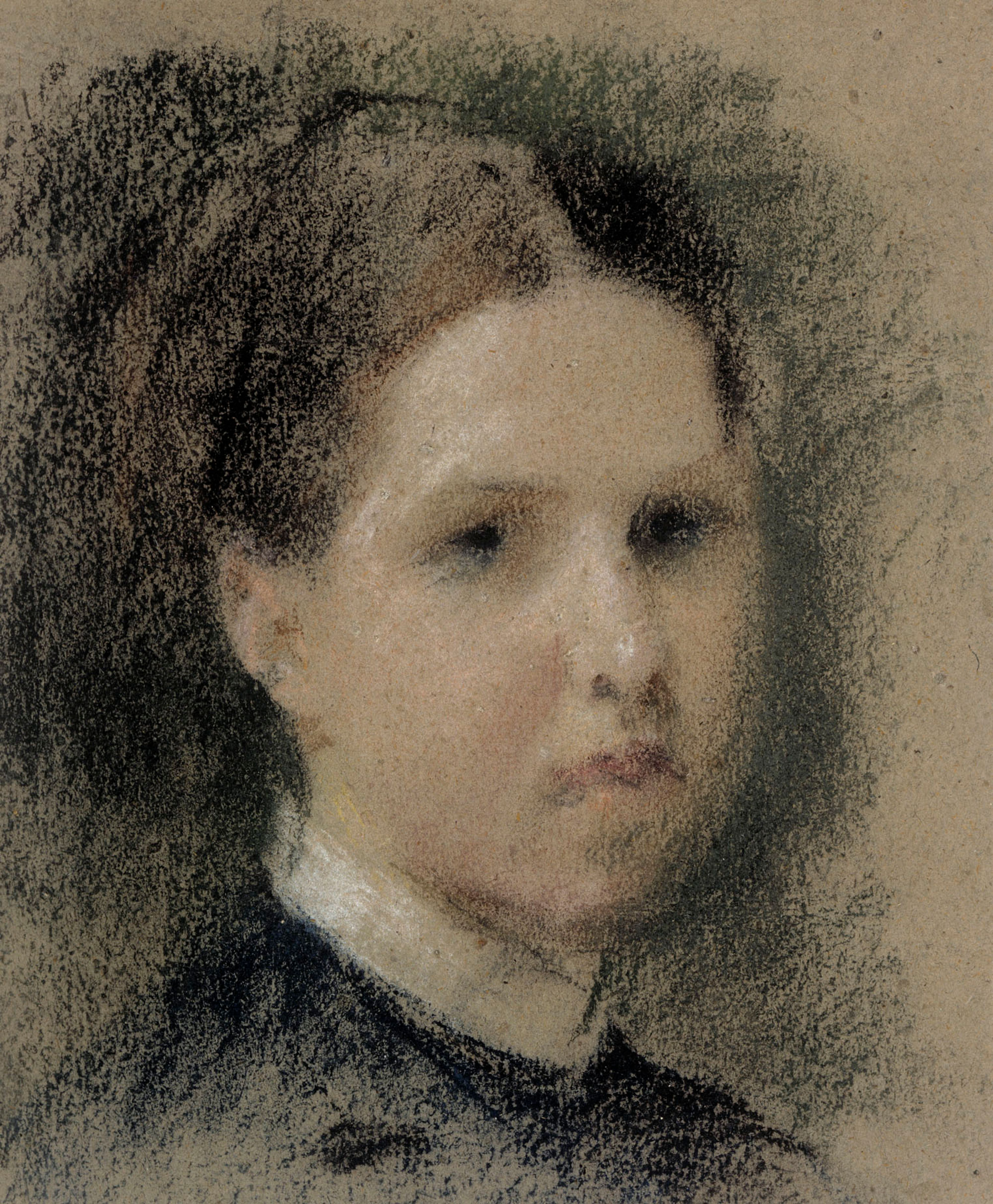
Porträtt av Annie Edelfelt, av Albert Edelfelt
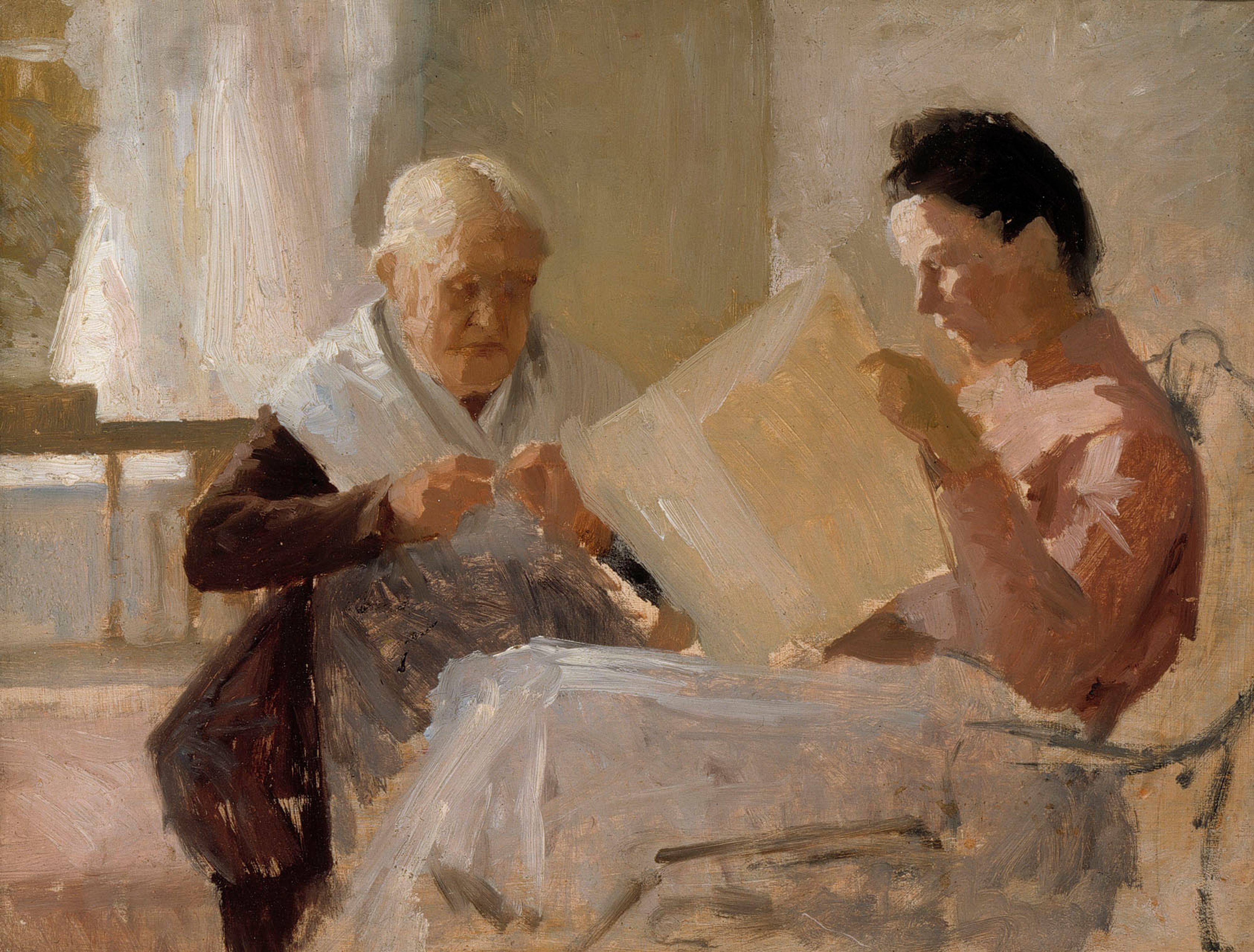
Annie Edelfelt med Fredrika Snygg, av Albert Edelfelt